# Tennistoernooi van Båstad 2011
Het tennistoernooi van Båstad van 2011 werd van 4 tot en met 17 juli 2011 gespeeld op de gravelbanen van het Båstad Tennisstadion in de Zweedse plaats Båstad. De officiële naam van het toernooi was Swedish Open.
Het toernooi bestond uit twee delen:
- WTA-toernooi van Båstad 2011, het toernooi voor de vrouwen (4–9 juli)
- ATP-toernooi van Båstad 2011, het toernooi voor de mannen (11–17 juli)

ATP-toernooi van Båstad‎ – WTA-toernooi van Båstad

2009 · 2010 · 2011 · 2012 · 2013 · 2014 · 2015 · 2016 · 2017 · 2018 · 2019 · 2020 · 2021 · 2022 · 2023 · 2024